# Chelonoidis duncanensis
Chelonoidis duncanensis là một loài rùa trong họ Testudinidae. Loài này được Garman mô tả khoa học đầu tiên năm 1966.